# Jacques Fath

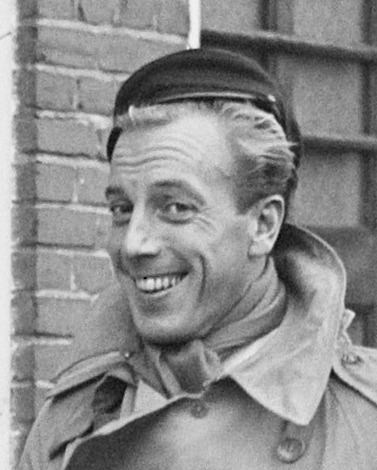
Jacques Fath (1950)

Jacques Fath (* 6. September 1912 in Maisons-Laffitte, Frankreich; † 13. November 1954 in Paris) war ein französischer Couturier und Gründer des gleichnamigen Unternehmens. Neben Christian Dior und Pierre Balmain gehörte er zu den einflussreichsten Talenten der Nachkriegszeit. Seine Modelle zeichneten sich durch eine sehr figurbetonte und die Hüfte betonende Schnittführung aus.

## Leben und Wirken
Fath wurde 1912 in Maisons-Laffitte in eine flämisch-elsässische Familie hineingeboren. Sein Vater André war Versicherungsvertreter, sein Großvater René-Maurice ein Landschaftsmaler und sein Urgroßvater Theodore-Georges Fath Schriftsteller. Zunächst arbeitete Jacques Fath als Buchhalter, um dem Wunsch seines Vaters nachzukommen, ebenfalls in die Versicherungsbranche einzusteigen. Doch wie bereits seine Urgroßmutter vor ihm, die als Schneiderin tätig war, zog es Fath zur Mode hin. Im Unterschied zu den meisten Designern genoss Fath weder eine Schneider- noch eine sonstige künstlerische Ausbildung. Für die Modebranche unüblich, war er zudem nie als Assistent eines etablierten Couturiers tätig. Sein Handwerk erlernte er autodidaktisch, indem er regelmäßig Museumsausstellungen besuchte und zeitgenössische Bücher und Zeitschriften über Mode studierte.
Im Jahr 1937 eröffnete er eine kleine Modeboutique an der Rue de la Boetie in Paris, die er trotz Kriegseinsatz und Besatzungszeit während des Zweiten Weltkriegs noch erweitern konnte. 1940 hatte er bereits seinen Salon in ein größeres Quartier an die Rue Francois Premier verlagert, ehe er 1944 an die 39 Avenue Pierre 1er de Serbie ein weiteres Mal umzog. Unterstützt wurde er dabei von seiner Ehefrau, dem Chanel-Mannequin Geneviève Boucher de la Bruyère, die er 1939 geheiratet hatte und die ihm Zugang zu den feinen Kreisen von Paris verschaffte. Das Paar hatte einen Sohn namens Philippe.

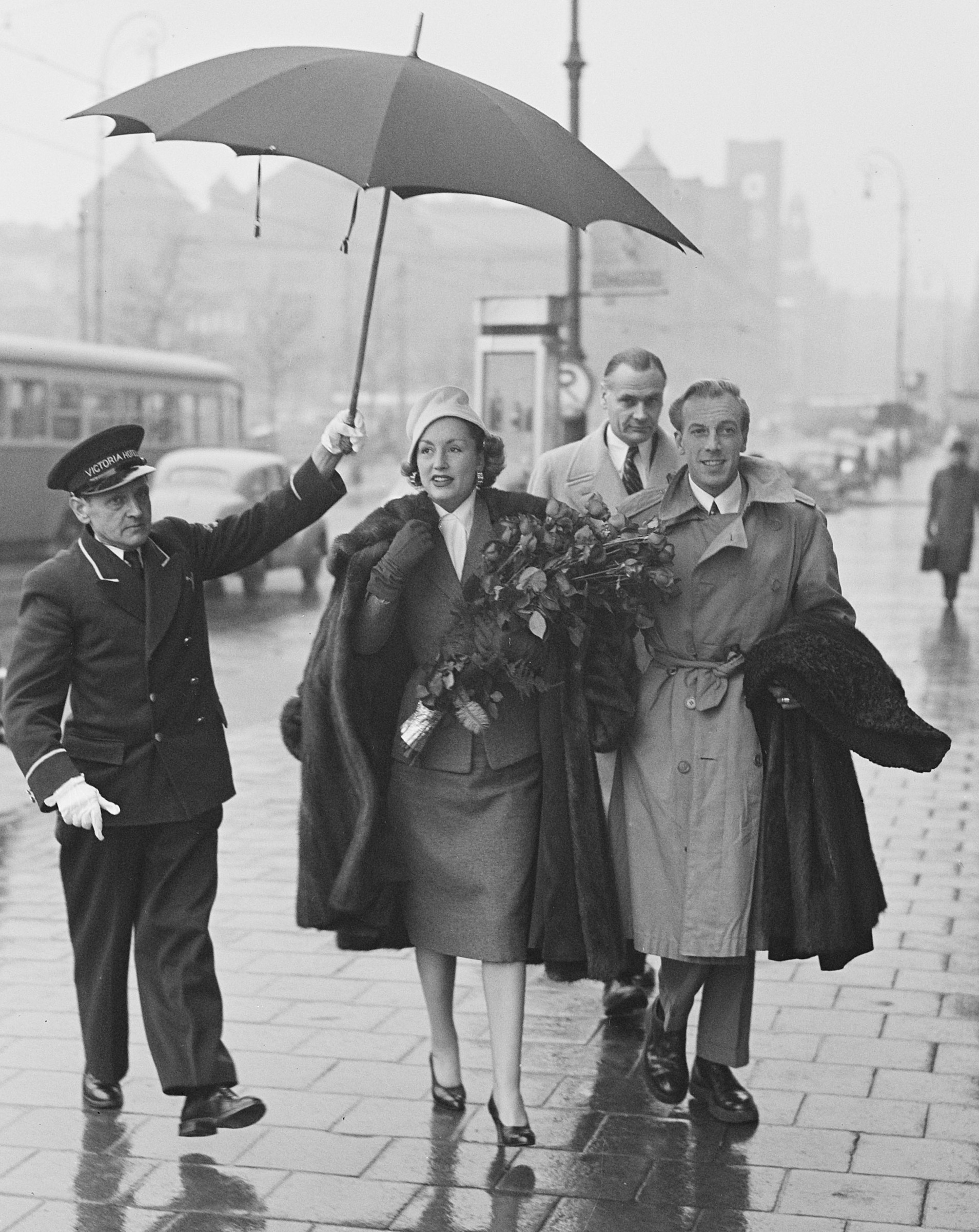
Fath (rechts) mit seiner Frau Geneviève (1950)

Zu Faths Assistenten zählten Mitte der 1940er Jahre unter anderem Hubert de Givenchy, Guy Laroche und Valentino Garavani, die später ihre eigenen, sehr erfolgreichen Modehäuser gründeten. 1947 wandte sich Fath auch dem Film zu und entwarf beispielsweise die Kostüme für Moira Shearer in dem berühmten Ballettfilm Die roten Schuhe (1948). Ab 1948 konzentrierte er sich verstärkt auf den US-amerikanischen Markt. Er tat sich mit dem Konfektionär Joseph Halpert zusammen, um zweimal im Jahr eine Kollektion in New York zu präsentieren. Noch im selben Jahr eröffnete er einen weiteren Salon in Paris, um als einer der ersten Designer neben Haute Couture auch preisgünstigere Kreationen einem breiten Markt anzubieten. 1950 stellte er sein Parfüm „Canasta“ vor, auf das drei Jahre später der Duft „Fath de Fath“ folgte.
Neben der sehr feminine, taillierten und die Hüfte betonende Schnittführung wiesen seine Kreationen verspielte Details, wie diagonale Knopfleisten mit großen Knöpfen oder asymmetrische Kragenformen auf. Auch hatte er ein Patent auf einen Körbchen-BH, den er in seine Kleider einnähte. Speziell seine glamourösen Abendroben waren auf die wohlhabende Gesellschaft an der Französischen Riviera der 1950er Jahre ausgerichtet. Zu seinen berühmtesten Kunden zählten Greta Garbo, Ava Gardner und vor allem Rita Hayworth, für die er 1949 ein Brautkleid aus hellblauem Crêpe de Chine anlässlich ihrer Hochzeit mit Prinz Aly Khan kreierte – einem Ereignis, das weltweit für großes Medieninteresse sorgte und damit auch Faths Namen noch bekannter machte.
Jacques Fath starb 1954 im Alter von 42 Jahren an Leukämie in Paris.

## Unternehmen Jacques Fath
Das Unternehmen befand sich zum Zeitpunkt seines Todes 1954 auf seinem kreativen und wirtschaftlichen Höhepunkt. Etwa 600 Mitarbeiter wurden beschäftigt. Die Haute-Couture (Maßschneiderei) wurde 1957 geschlossen. Seine Ehefrau Geneviève und sein Sohn Philippe führten das Haus mit Prêt-à-porter und Parfüm weiter. Das Kosmetikunternehmen L’Oréal erwarb 1964 die Fath-Parfümlizenz und 1986 das Mode-Unternehmen.
Im Jahr 1991 wurde das Unternehmen Jacques Fath von der französischen Banque Saga Group um die Crédit Lyonnais gekauft, die den holländischen Designer Tom van Lingen (* 1962) verpflichten konnte. 1995 übernahm die staatliche Auffanggesellschaft Consortium de Réalisation (CDR) die Marke Fath. 1997 kaufte die französische Stylistin Emmanuelle Khanh mit ihrem Unternehmen das Haus Fath und stellte den Designer Octavio Pizarro als Nachfolger der Modedesignerin Elena Nazaroff an, die 1997 nur eine Saison geblieben war.
Die neu gegründete France Luxury Group (FLG) um den Markenentwickler Mounir Moufarrige übernahm 2002 die Firma von Emmanuelle Kahnh und damit das Unternehmen Jacques Fath. Moufarrige setzte die britische Designerin Lizzy Disney als Chefdesignerin bei Fath ein, deren Entwürfe bei der Presse durchfielen. 2003 übernahm der französische Investor Alain Dumenil mit seiner Alliance Designers Group die Unternehmen der FLG. 2007 ernannte Dumenil seine Tochter Laurence Dumenil zur Chefdesignerin der Accessoires-Sparte von Jacques Fath. 2010 präsentierte Dumenil einen Re-Launch der Marke Jacques Fath als Accessoires-Marke mit einem Fokus auf von seiner Tochter entworfenen Handtaschen. Noch im selben Jahr wurde die Alliance Designer Group aufgelöst. Seither wurde keine Kollektion mehr präsentiert.
Im Jahr 2008 erwarb der französische Kosmetikhersteller Panouge die Parfümlizenz des Hauses Jacques Fath und vertreibt seither Düfte unter dem Namen.

## Filmografie
- 1947: Unter falschem Verdacht (Quai des Orfèvres)
- 1948: Die roten Schuhe (The Red Shoes)
- 1949: Zwischen 11 und Mitternacht (Entre onze heures et minuit)
- 1949: Le Mystère Barton
- 1949: Portrait d’un assassin
- 1950: Die Karriere der Doris Hart (La Belle que voilà)
- 1952: Geständnis einer Nacht (La Minute de vérité)
- 1953: La Vierge du Rhin
- 1954: Ein Königreich für eine Frau (Abdulla the Great)